# つぐみ (スピッツの曲)
「つぐみ」は、日本のロックバンド・スピッツの楽曲。2010年6月23日にユニバーサルミュージックより通算36作目のシングルとして発売。レーベルはユニバーサルJ。

## 解説
「ミュージコTV」CMソング。カップリングの「花の写真」にはペダルスチール&マンドリンが用いられ、佐橋佳幸が参加している。　
プロモーションビデオにはモデルの石坂友里と俳優の豊田裕也が出演している。
ジャケットは、「若葉」、「君は太陽」に引き続きかくたみほの写真が使われた。

## 収録曲
1. つぐみ
作詞・作曲：草野正宗　編曲：スピッツ＆亀田誠治
2. 花の写真
作詞・作曲：草野正宗　編曲：スピッツ＆亀田誠治
3. 恋する凡人（Live from SPITZ JAMBOREE TOUR 2010）
作詞・作曲：草野正宗　編曲：スピッツ＆クジヒロコ
のちに13thアルバム『とげまる』にスタジオ音源が収録される。
4. つぐみ（Live from SPITZ JAMBOREE TOUR 2010）
作詞・作曲：草野正宗　編曲：スピッツ＆クジヒロコ

## 収録アルバム
- とげまる（#1,2）
- CYCLE HIT 2006-2017 Spitz Complete Single Collection（#1）